# Абдоминальные поры
Абдоминальные или брюшные поры (лат. pori abdominales) представляют собой отверстия или короткие каналы, ведущие из полости тела в окружающую среду. Они лежат обыкновенно около клоаки: иногда позади, иногда по бокам (схема: стр. 22 номер 54).

## Примеры у видов
У протоптера они лежат на дне канала, лежащего сбоку от заднепроходного отверстия. Брюшные поры имеют хрящевые рыбы, ганоидные, многие костистые рыбы, а также крокодилы. У пластиножаберных в этих порах и на прилегающих к ним тканях содержится большое количество макрофагов, продукты деятельности которых также выход вместе с абдоминальной жидкостью во внешнюю среду. Судя по тому, что эти поры нередко отсутствуют у тех хрящевых рыб, которые имеют почечные воронки, можно смело предположить, что они служат для удаления излишков жидкости из полости тела. У акулы Laemargus borealis они также служат для выведения половых продуктов. Также можно думать, что половое отверстие в тех случаях, когда оно имеет вид поры (круглоротые и некоторые костистые), есть результат слияния другой пары абдоминальных пор. Вообще же их можно сравнить с очень укороченными нефридиальными канальцами, сохранившими своё первоначальное сообщение с наружной средой вследствие того, что позади заднего прохода образование почечного протока не имело места.